# Manuel Castellano (piłkarz)
Manuel Castellano Castro (ur. 17 marca 1989 w Aspe) – hiszpański piłkarz występujący na pozycji obrońcy w Osasunie.

## Statystyki klubowe
| Sezon   | Klub           | Kraj      | Liga               | Mecze | Bramki | Puchar Kraju | Mecze | Bramki |
| ------- | -------------- | --------- | ------------------ | ----- | ------ | ------------ | ----- | ------ |
| 2006/07 | Valencia CF B  | Hiszpania | Segunda División B | 2     | 0      | -            | -     | -      |
| 2007/08 | Valencia CF B  | Hiszpania | Segunda División B | 0     | 0      | -            | -     | -      |
| 2008/09 | Real Murcia    | Hiszpania | Segunda División   | 11    | 0      | Puchar Króla | 2     | 0      |
| 2009/10 | Valencia CF B  | Hiszpania | Segunda División B | 21    | 0      | -            | -     | -      |
| 2009/10 | Valencia CF    | Hiszpania | Primera División   | 1     | 0      | -            | -     | -      |
| 2010/11 | UD Almería B   | Hiszpania | Segunda División B | 26    | 0      | Puchar Króla | 1     | 0      |
| 2010/11 | UD Almería     | Hiszpania | Primera División   | 2     | 0      | -            | -     | -      |
| 2011/12 | UD Almería B   | Hiszpania | Segunda División B | 34    | 2      | -            | -     | -      |
| 2011/12 | UD Almería     | Hiszpania | Segunda División   | 0     | 0      | -            | -     | -      |
| 2012/13 | CD Alcoyano    | Hiszpania | Segunda División B | 23    | 0      | -            | -     | -      |
| 2013/14 | SD Eibar       | Hiszpania | Segunda División   | 26    | 0      | Puchar Króla | 2     | 0      |
| 2014/15 | SD Eibar       | Hiszpania | Primera División   | 31    | 0      | Puchar Króla | 2     | 0      |
| 2015/16 | SD Eibar       | Hiszpania | Primera División   | 10    | 0      | Puchar Króla | 3     | 0      |
| 2016/17 | Sporting Gijón | Hiszpania | Primera División   | 25    | 0      | Puchar Króla | 1     | 0      |
| 2017/18 | CA Osasuna     | Hiszpania | Segunda División   | 37    | 0      | -            | -     | -      |
| 2018/19 | CA Osasuna     | Hiszpania | Segunda División   | 19    | 0      | Puchar Króla | 1     | 0      |

Stan na: 21 lipca 2019 r.